# Celebret
Celebret (łac. celebret) – dokument kościelny upoważniający prezbitera do sprawowania sakramentów na terenie obcej sobie diecezji.
Celebret wystawia własny ordynariusz prezbitera, a więc jego biskup lub wyższy przełożony zakonny (prowincjał). Dokument poświadcza wolność od kar kościelnych. Celebrety zawierają dane osobowe kapłana, jego zdjęcie, prolongację urzędową systematycznie odnawianą zgodnie z prawem kanonicznym.